# 申相楚
申 相楚（シン・サンチョ、朝鮮語: 신상초、1922年12月15日 - 1989年2月29日）は、大韓民国のジャーナリスト、教授、政治家、独立運動家。第5・9・10・11代韓国国会議員。本貫は平山申氏、号は月崗（ウォルガン、월강）。

## 経歴
平安北道定州出身。1935年に新義州高等普通学校を卒業。1942年に福岡高等学校の文科を経て、東京帝国大学（現・東京大学）法学部に入学した。1944年に学徒出陣により中国戦線に配置されたが、済南の部隊より八路軍地区に脱走し、同じく徐州の部隊より脱走した厳永植（엄영식）らと朝鮮義勇軍の一員として抗日活動に参加した。解放後の1946年に朝鮮義勇軍東満洲支隊から帰郷したが、北朝鮮共産当局によって逮捕され、17ヶ月間に監獄で過ごした。1949年1月に越南し、同年3月に中学校教師に就任し、1975年までにソウル大学校講師、成均館大学校教授、漢陽大学校教授、慶熙大学校教授を務めた。また、1954年から1974年までに東亜日報、中央日報、京郷新聞の論説委員を務めた。
1961年2月、ソウル麻浦区の第5代総選挙の補欠選挙で初当選し、民主党宣伝委員長等を務めた。以後維新政友会、民正党などで第9代総選挙・第10代総選挙・第11代総選挙で3選。また、1980年に国家保衛立法会議委員、1984年には北韓学会会長を歴任した。
晩年は反共と文明批評に関心を持ち、反共連盟理事長、中国問題研究院代表などを務めていたが、1989年に持病によりソウル瑞草区の自宅にて67歳で死去した。興社団団員、ソウル市文化賞（言論部門）受賞、『現代政治の諸問題』『中国共産主義運動史』など著書・訳書多数。